# Tarenna alleizettei
Tarenna alleizettei är en måreväxtart som först beskrevs av Marcel Marie Maurice Dubard och Paul Louis Amans Dop, och fick sitt nu gällande namn av De Block. Tarenna alleizettei ingår i släktet Tarenna och familjen måreväxter.
Artens utbredningsområde är Madagaskar. Inga underarter finns listade i Catalogue of Life.